# TRAIL-R2
TRAIL-R2 (DR5/ KILLER/ TNFSF10B), est une protéine transmembranaire appartenant à la famille du récepteur du facteur de nécrose tumorale (TNF de l'anglais : tumor necrosis factor). TRAIL-R2 peut déclencher la mort par apoptose, via la voie extrinsèque, à la suite de la liaison de son ligand, TRAIL. Son gène est le TNFRSF10B situé sur le chromosome 8 humain.
TRAIL possède 5 récepteurs dont TRAIL-R2. TRAIL-R1 partage 55% d'identité avec TRAIL-R2, leur structure et fonctions sont très proches. Les récepteurs TRAIL-R3, TRAIL-R4 et OPG sont également ses homologues, mais leur fonction est inhibitrice.

## Structure
TRAIL-R2 est une protéines de 440 acides aminés pour un poids de 47,8 kDa. C'est une protéine transmembranaire de type 1, cʼest à dire une protéine traversant une seule fois la membrane plasmique et dont lʼextrémité N-terminale est positionnée à lʼextérieur de la cellule. Ce récepteur possède deux ou trois domaines riches en cystéines (CRD) localisés sur la partie extracellulaire de la protéine. En effet, le CRD1 qui est également appelé PLAD (pre-ligand assembly domain), est parfois considéré comme un CRD partiel et non comptabilisé. Il est placé à l'extérieur de la cellule, sur la partie N-ter et est responsable de lʼinteraction entre les récepteurs indépendamment de la ﬁxation du ligand. Les domaines CRD2 et CRD3 sont responsables de la liaison des récepteurs au ligand. Ce récepteur est également composé d'un domaine de mort (DD) en C teminal, dans sa partie intracellulaire. Celui-ci est responsable de la transmission du signal de mort par le recrutement de la protéine FADD.
Deux isoformes de TRAIL-R2 ont été identiﬁées : une isoforme courte (TRAIL-R2S ou TRAIL-R2A) et une isoforme longue (TRAIL-R2L ou TRAIL-R2B). La présence de ces isoformes est expliquée par la rétention dʼun intron lors de lʼépissage alternatif. Il en résulte une différence de 23 acides aminés entre le domaine transmembranaire et le premier domaine riche en cystéine (CRD) mais aucune distinction fonctionnelle nʼa été mise en évidence pour lʼinstant.

## Modifications post-traductionnelles
TRAIL-R1 et TRAIL-R2 possèdent une cystéine, à proximité du domaine transmembranaire, prédit comme un site de Palmitoylation potentiel. Cette modiﬁcation nʼa été validée expérimentalement que pour TRAIL-R1, ce qui lui permet de migrer dans des microdomaines membranaires très organisés (radeaux lipidiques) et dʼinduire un signal apoptotique de meilleure qualité,. Les récepteurs TRAIL-R1 et TRAIL-R2 peuvent être glycosylés, ce qui favorise la multimérisation des récepteurs TRAIL-R2 et la transmission du signal apoptotique.

## Mécanisme
Une étude dynamique in vitro a montré que le récepteur forme rapidement un dimère puis sʼassocie à un troisième monomère de manière asymétrique pour former un trimère. La ﬁxation de TRAIL induit un changement conformationnel du trimère en une conﬁguration parfaitement symétrique, ce qui permet le recrutement de FADD et la formation du complexe DISC (Death-Inducing Signaling Complex). Cette interaction sans ligand peut se faire de manière homo- ou hétérotypique entre TRAIL-R1 et TRAIL-R2.

## Fonction
La fonction de TRAIL-R2 est associée à celle de son ligand TRAIL.
TRAIL possède diverses fonctions dont l'induction de l'apoptose de cellules cancéreuses dans le cadre de l'immunité anti-tumorale.
TRAIL peut également réguler certaines populations immunitaires et de moduler ainsi l'intensité de la réponse inflammatoire.
Par ailleurs, une étude indique que TRAIL-R2 à la différence de TRAIL-R1 pourrait induire la migration cellulaire.